# Долинська Мар'яна Львівна
Мар'яна Львівна Долинська (нар. 2 березня 1952, Львів) — українська науковиця, доктор історичних наук, професорка кафедри історії Українського католицького університету. Громадська діячка, депутатка першого скликання Львівської міської ради, активна учасниця діяльності депутатсько-громадських комісій з проблем історичної топоніміки Львова.

## Життєпис
Народилася 2 березня 1952 року у Львові у львівській інтелігентній родині мистецтвознавця Лева Долинського і учительки Ярослави Долинської (з дому Юрків). Походить з роду львівського художника кінця XVIII століття Луки Долинського, а також є правнучкою греко-католицького священика та етнографа Михайла Зубрицького. У 1940—1941 роках родина була репресована радянською владою в період першої окупації західноукраїнських земель.

## Освіта
Освіту здобула на історичному факультеті Львівського державного університет імені Івана Франка, куди вона вступила у 1969 році. У 1973 році була відрахована за участь у самодіяльному гуртку з вивчення історії України. Після виключення з університету їй відмовляли у працевлаштуванні за спеціальністю, незважаючи на неповну вищу освіту. У зв'язку з цим доводилось працювати на Львівському автобусному заводі, Львівенерго тощо. Водночас у 1983 році поступила і закінчила заочне відділення механіко-машинобудівний факультет Львівського політехнічного інституту за спеціальністю «прилади точної механіки».
Поновилася на історичному факультеті після здобуття незалежності України, який закінчила у 1993 році. Повноцінну наукові діяльність вдалося розпочати лише після здобуття незалежності, у зв'язку з чим було втрачено 20 років наукового життя через репресивну політику радянської влади.

## Наукова діяльність
Працювала мистецтвознавцем в науково-реставраційному інституті «Укрзахідпроектреставрація» у 1989—1992 роках.
Від 1992 до 2011 року була спершу асистентом, старшим викладачем, а з 1998 року доценткою кафедри реставрації та реконструкції архітектурних комплексів Інституту архітектури Національного університету «Львівська політехніка».
У 1997 році захистила дисертацію на здобуття вченого ступеня кандидата історичних наук з темою «Українська (руська) дільниця Львова в XVI—XIX ст. (соціотопографічна характеристика)».
У період 2004—2007 років проходила докторантуру у відділі історії середніх віків Інституту українознавства імені Івана Крип'якевича НАНУ. У 2007 році захистила у Львівському національному університеті імені Івана Франка дисертацію на тему «Історична топографія Львова XIV—XIX століть» на здобуття наукового ступеня доктора історичних наук.
З 2011 року і до сьогодні працює професоркою кафедри класичних, візантійських і середньовічних студій Гуманітарного факультету Українського Католицького Університету. Була керівником історико-урбаністичного семінару Гуманітарного факультету (2011—2018). Під її керівництвом було реалізоване дослідження «Інтерактивна картографія Львова» з візуалізації просторвого розростання Львова та Галицького передмістя у період XIV—XVIII століть.
Наукові зацікавлення: історична урбаноніміка, історична топоніміка, історична топографія, теорія та методика історичної топографії та соціотопографії, просторова історія Львова
Викладачка навчальних курсів: «Методологія наукової роботи», «Спеціальні історичні дисципліни», «Історична географія», «Історія Львова: простір і мешканці», «Історія Львова: межі і водойми», «Історія Львова: парки», «Теоретичні засади історичної топографії», «Вибрані проблеми історичної географії», «Історична топоніміка», «Мікротопоніміка Львова (Історія має місце, місце має назву)», «Львів: міфи і реалії»

## Громадська робота
Була депутаткою першого демократичного скликання Львівської міської ради у період 1990—1994 років. У цей час також була головою депутатської комісії з справ культури Львівської міської ради, а також членом експертної комісії з перейменувань вулиць Львова.
Була членом вченої ради історико-культурного заповідника «Личаківський цвинтар» (1991—1994) і членом депутатсько-громадської комісії з проблем військових поховань у Львові (1995—2004). Саме у той час, коли на двосторонньому українсько-польському рівні вирішувалося складне питання Польського військового меморіалу у Львові.
У 1996—2009 роках була віце-президентом та президентом громадського об'єднання «Товариство шанувальників Львова».

## Основні публікації
- Львів: простір і мешканці (історико-урбаністичний нарис). — Львів, 2005
- Історична топографія Львова XIV—XIX ст. — Львів: Видавництво Національного університету «Львівська політехніка», 2006. — 356 с.
- «Вулиці» львівських передмість у фіскальних документах останньої третини XVIII ст. // Зап. НТШ. Пр. комісії спец. (допоміж.) істор. дисциплін. — Львів, 2006. — Т. 152;
- Теоретична реконструкція історичної топографії містечка (на прикладі смт. Кути): навч. посібн.  Вид.-во НУЛП, 2007. — 100 с.
- Теоретична реконструкція історичної топографії містечка (на прикладі смт Кути). — Львів, 2008.
- Капраль М., Долинська М. Процес локації міста Львова на магдебурзькому праві у XIII—XIV ст. // Атлас українських історичних міст. Т. 1.: Львів / За наук. ред. Мирона Капраля. — К.: «Картографія», 2014. — 95 с. + 25 оригінальних карт, 11 карт-реконструкцій, 6 видів міст., с. 21-25; 26-43; 51-57.
- Долинська, М. (2018) Новий підхід до методики класифікації урбанонімів (на прикладі Львова). / Фелонюк А., Халак Н. &Скочиляс І. (eds). На межі між Сходом і Заходом. Львівські історичні праці. // Матеріали засідань і конференцій. Львів. Львівське відділення інституту української археографії та джерелознавства ім.. М. С. Грушевського НАН України. — 151—170 с.
- Dolynska, M. (2018) Some princeples of Interdisciplinary Investigation for Reacreating the Historical Topography of Urban Spaces. Studia Rocznik historyczno-geograficzny. 6, 169—184 р.